# 埃米利亚诺·罗德里格斯
埃米利亚诺·罗德里格斯·罗德里格斯（西班牙語：Emiliano Rodríguez Rodríguez，1937年6月10日— ）是西班牙男子篮球运动员。2007年入选FIBA篮球名人堂。现为皇家马德里篮球俱乐部荣誉主席。
1960年和1968年代表西班牙参加奥运会。